# Duela (carpintería)

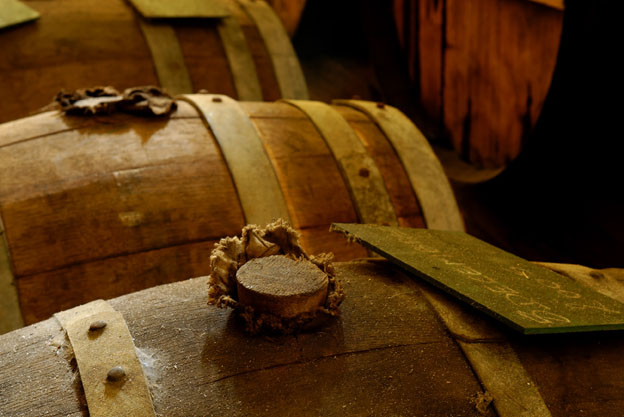
Duela

Duela (del bajo latín, doela, derivado del latín, dolium, cuba, barril) es cada una de las tablas, generalmente convexas, que forman el contorno de una cuba, tina, barril o tonel. 
Las maderas más empleadas en la fabricación de duelas son la encina y el fresno, siendo las peores las de castaño y de haya, por ser muy porosas y dejar salir el líquido y su aroma.
Las distintas operaciones de su fabricación como el aserrado, encorvadura y capilladura, se hace en su mayoría de forma mecánica.
Duela de tapón es la que tiene un agujero en su parte media, por donde se introduce y saca el líquido, taponando luego con un corcho.